# Gary Mounfield
Gary "Mani" Mounfield (Lancashire, 16 de noviembre de 1962) es un músico del Reino Unido. 
Es el bajista de Stone Roses y formó parte del grupo de rock Primal Scream hasta el año 2011. Desde el año 1987 hasta 1996 fue parte de Stone Roses, participando en los 2 discos oficiales de la banda. Después de la separación del grupo, tres bandas le ofrecieron participar en sus formaciones (se dice que entre estas bandas se cuentan a The Jesus and Mary Chain, Oasis e incluso los Beastie Boys), pero finalmente eligió ser parte de Primal Scream.
Apareció como actor invitado en la película 24 Hour Party People (2002).